# Treasures of the Deep
Treasures of the Deep ist ein Computerspiel. Es erschien in Deutschland am 1. Juli 1998, für die PlayStation. Es wurde von Black Ops Entertainment entwickelt und von Sony Computer Entertainment Europe vertrieben.
Wohl als eines der ersten Spiele seines Genres konzentrierte sich Treasures of the Deep auf die Schatzsuche als Taucher in einem Neoprenanzug sowie ähnlich dem bereits 1996 erschienenen Schleichfahrt am Steuer eines bewaffneten U-Bootes. Weitere U-Boot-Typen, mit unterschiedlichen Eigenschaften wie die Stärke der Panzerung und erhöhter maximaler Tonnage, sowie Waffen, wie Torpedos und Minen sind zwischen den Leveln zu kaufen bzw. letztere auch einzusammeln.
In den Missionen bereist man 14 Orte der Erde vom Bermudadreieck bis zur Antarktis. Die Aufgaben reichen vom Schließen von Öllecks über das Erkunden von Schiffswracks, bis hin zum Suchen nach Schätzen aus Gold. Hierbei begegnet der Spieler zahlreichen Gegnertypen, wie Haien und gegnerischen U-Booten und des Weiteren auch friedlichen Meerestieren.
Der Soundtrack des Spieles wurde von Tommy Tallarico komponiert.